# David Sinclair (biólogo)
David Andrew Sinclair (Austrália, 1969) é um biólogo e professor de genetica australiano. Em 2014, apareceu na lista de 100 pessoas mais influentes do ano pela Time.